# Synchroonspringen

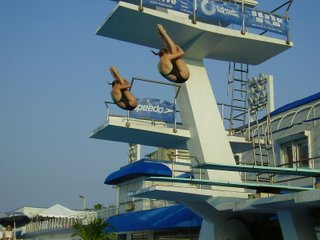
De Australische Sharleen Stratton en Bree Cole in een synchroonspringwedstrijd

Synchroonspringen is een onderdeel van het schoonspringen waarbij twee mensen gelijktijdig dezelfde sprong maken. Het werd als Olympisch onderdeel geïntroduceerd bij de zomerspelen van Sydney in 2000.
De zwembond FINA vereist voor synchroonspringen meer juryleden dan voor individuele en teamcompetities. In plaats van 5 of 7 juryleden bestaat de jury uit 9 of 11 leden.:13 Zowel de individuele prestatie van de twee duikers wordt beoordeeld alsook hoe zij als team hun performance synchroniseren.:6 Een wedstrijd bestaat uit vijf rondes (dames, gemengd) of zes rondes (heren) met sprongen uit vijf verschillende groepen. De gemaakte duik moet voor de beide springers steeds onderling dezelfde zijn. Er is ook een jeugdcompetitie.:25 Gesprongen wordt van de 3- en de 10-meterplank.